# Luise, Königin von Preußen
Luise, Königin von Preußen ist ein 1931 entstandenes Historiendrama aus der Zeit der napoleonischen Kriege mit dem Stummfilmstar Henny Porten in der Titelrolle und Gustaf Gründgens in der Rolle ihres königlichen Gemahls. Regie führte Carl Froelich nach einer Romanvorlage (Luise) von Walter von Molo. Der als jugendfrei eingestufte Film hatte seine Premiere in Berlin am 4. Dezember 1931.

## Handlung
Europa 1806. Napoleons Truppen rücken immer weiter nach Osten vor und bedrohen weite Teile Europas. Österreich wurde bei Austerlitz geschlagen, das zaristische Russland ist mit inneren Problemen und einem Konflikt mit der Türkei beschäftigt. Preußen ist so schwach wie seit langem nicht. In Berlin regiert der glücklose und entscheidungsschwache König Friedrich Wilhelm III., der sich für ein ungeliebtes Bündnis mit Napoleon Bonaparte entschieden hat.
Anders als der zaudernde König versuchen die deutschen Patrioten Prinz Louis Ferdinand, Freiherr vom Stein und weitere junge Offiziere sich dem korsischen Aggressor entgegenzustellen und können die Preußenkönigin für sich und ihre Ideale gewinnen. Der König stellt sich den in einer Denkschrift niedergeschriebenen Forderungen gegenüber taub, endlich das Volk zu den Waffen zu rufen. Er ist empört und maßregelt Prinz Louis Ferdinand. Als eines Abends am Hoftheater das Stück Wallensteins Lager aufgeführt werden soll, hält der König seine Gattin vom Besuch zurück, da er vermutet, dass eine Gruppe heißsporniger Preußenoffiziere den ebenfalls anwesenden französischen Gesandten provozieren wollen. Dieser Affront findet tatsächlich statt, als das Freiheitslied 'Wohlauf Kameraden' erklingt. Bald dringt dieser Freiheitsruf von der Bühne über das Parkett bis auf die Straßen Berlins und vor das königliche Schloss.
Die Kriegspartei versucht jetzt Luise endgültig für ihre Überzeugungen zu gewinnen. Auch Zar Alexander versucht die Preußenkönigin auf seine Seite zu ziehen. Sie soll den König dazu überreden, endlich auf Seite Russlands in den Krieg gegen Napoleon einzutreten. Doch Friedrich Wilhelm zögert weiter; er glaubt nicht, dass Russland seiner von den Franzosen bedrängten Nation im Falle des Falles zur Hilfe eilen werde. Der französische Gesandte in Berlin protestiert gegen eine Parade zu Ehren des Zaren, und Napoleon überschreitet, allen Verträgen zum Trotz, mit seinen Truppen die preußische Grenze. Schlacht auf Schlacht gewinnen die Franzosen, Prinz Louis Ferdinand fällt im Gefecht bei Saalfeld, und Napoleon zieht triumphal in Berlin ein.
Königin Luise flieht mit ihren Kindern immer weiter gen Osten bis nach Memel, immer die französischen Truppen im Rücken. In Königsberg muss sie ihren Sohn, den kranken Prinzen Karl zurücklassen, da es Napoleon offensichtlich auf sie persönlich abgesehen hat. In Tilsit schließlich kommt es zu einer schicksalhaften Begegnung zwischen Luise und Napoleon, in der sie -- vergeblich -- um einen milden Frieden für ihr Land bittet. Gesundheitlich geschwächt, kehrt Königin Luise nach Schloss Paretz zurück. Sie „sucht Frieden, Frieden für ihr Volk, ewigen Frieden für die ganze Menschheit, Frieden für ihre Seele. Durch die Bäume blickt ein blauer, beruhigter Himmel. Luise sehnt sich nach ihm, fühlt ihn nahe. Von der Havel her kommt ein deutsches Volkslied. Knaben singen es im Boot. Es sind Kriegswaisen. Todesahnung bedeckt die Landschaft. Und eine Königin schließt müde ihre Augen.“

## Produktionsnotizen
Wie bei den meisten späteren Filmen Henny Portens vor 1933 war auch bei diesem von Portens Firma Henny Porten Film-Produktion GmbH ihr Ehemann Wilhelm von Kaufmann der Produktionsleiter.
Der bekannte russische Schauspieler Wladimir Gaidarow, der hier den Verbündeten der Preußen, Zar Alexander, verkörperte, war ein Star des deutschen Stummfilms. In diesem Film trat er zum vorletzten Mal in einer deutschen Produktion auf, ehe er mit Machtantritt Adolf Hitlers in die Sowjetunion zurückkehrte.
Die 14-jährige Christiane Grautoff, die bereits zuvor unter Max Reinhardt Theater gespielt hatte, gab hier ihren Filmeinstand.
Für die umfangreichen und detailgetreuen wie aufwendigen Entwürfe der historischen Kostüme zeichnete der aus Hollywood nach Berlin gekommene österreichische Kostümbildner Ali Hubert verantwortlich. Es sollte seine einzige deutsche Tonfilmarbeit bleiben.
Die Filmbauten entwarf Franz Schroedter. Helmut Schreiber, der spätere Zauberer Kalanag, arbeitete hier als Aufnahmeleiter.
Ein weiterer Film unter dem Titel Königin Luise entstand 1956 unter der Regie von Wolfgang Liebeneiner mit Ruth Leuwerik in der Titelrolle.

## Kritiken
Der nach 1945 nicht mehr aufgeführte Film fand vor 1933 ein vielschichtiges Echo.
Das Berliner Tageblatt urteilte: „… der Film führt das Unglück Preußens nur dekorativ vor. Alles ist wie gemalt. Zuerst das Hofleben und eine obligatorische Parade, die mächtigen Beifall auslöste, obwohl doch diese Paradetruppe kurz darauf vor dem Feind versagt hat. Die Luise und ihr Mann, Blücher und Stein stehen immer an der Rampe; das Unglück Preußens, das dahintersteht, und das Volk, das es zu tragen hatte, sie bleiben unsichtbar: Preußens Fall – eine höfische Tragödie. Kümmerlich, kümmerlich.“
Der Kritiker der Deutsche Allgemeine Zeitung schrieb: „Man darf von vornherein vermuten, daß es ziemlich aussichtslos ist, mit der falschen Realität des Films einer Legende beizukommen.“ Und: „Die Königin Luise war die Idealgestalt einer ganzen Epoche. Die Tugenden dieser Frau machten ihr Leid erhaben, und ihr Leid machte ihre Tugenden verehrungswürdig. Henny Porten nun ist auch die Idealgestalt einer ganzen Epoche, allerdings der unsrigen. Und sie verkörpert etwas, was wir nicht sehr mögen. Es ist diese sentimentale Verschiefung der deutschen Frau, diese aufgetragene Süße, diese volkstümlich zurechtgestutzte Innigkeit, die gerade das komprimittiert, was verherrlicht werden soll.“
Das große Personenlexikon des Films nannte Luise, Königin von Preußen trotzdem ein „glanzvolles Frauenporträt“ und erinnerte daran, dass mit diesem Film die langjährige, kontinuierliche Zusammenarbeit zwischen Porten und ihrem Hausregisseur Froelich vorerst endete.